# 柯蒂斯T-32
柯蒂斯T-32是1930年代由柯蒂斯飞机与发动机公司生產的一種双翼民航飛機和轰炸机，曾服役於美國陸軍航空兵團。第一架柯蒂斯T-32飞机于1933年1月30日首飞。